# Subrata K. Mitra
Subrata Kumar Mitra (* 16. Juni 1949 in Indien) ist Professor für Politikwissenschaft Südasiens an der Fakultät für Wirtschafts- und Sozialwissenschaften der Universität Heidelberg. Mitra ist französischer Staatsbürger.

## Ausbildung
Subrata Mitra erhielt einen Bachelor-Abschluss in Politikwissenschaft von der Utkal University in Orissa, Indien. Anschließend erwarb er 1971 einen M.A. in Politikwissenschaft mit einer Arbeit unter dem Titel „The Role of the Bharatiya Kranti Dal in the Politics of Uttar Pradesh, 1967-1970“ an der University of Delhi. Nach dem Abschluss eines M.Phil.-Studiums in „Political Development“ an der Jawaharlal Nehru University in Neu-Delhi wechselte Mitra in die Vereinigten Staaten an die University of Rochester in Rochester (New York). Dort studierte er bei William Riker und Bruce Bueno de Mesquita und wurde 1976 von G. Bingham Powell in Politikwissenschaft promoviert (Titel der Dissertation: „Ideological Structure, Strategy and Cabinet Stability: a theoretical and empirical exploration“).

## Akademischer Werdegang
Von 1977 bis 1979 arbeitete Subrata Mitra für den Indian Council of Social Science Research (ICSSR) und das Centre for the Study of Developing Societies (CSDS) in Neu-Delhi. Gastaufenthalte führten ihn von 1979 bis 1982 an die Maison des Sciences de l’Homme nach Paris und an die Ruhr-Universität Bochum. Von 1982 bis 1985 arbeitete Mitra als Abteilungsleiter für Forschung und Datenanalyse für das Meinungsforschungsinstitut Institut Francais d’Opinion Publique (IFOP) in Paris.
Ab 1985 lehrte Subrata Mitra bis 1994 indische Politik an der University of Hull in Großbritannien. An der University of California, Berkeley hatte er 1994 den Indo-American Community Chair in India Studies inne, bevor er auf eine Professur für Politikwissenschaft Südasiens und als Abteilungsleiter an das Südasien-Institut der Universität Heidelberg berufen wurde. Weitere Gastprofessuren nahm er an den Universitäten Nottingham und Hyderabad (Indien) wahr. Mitra erhielt für sein Engagement in der deutsch-französischen Zusammenarbeit 2004 die Auszeichnung Chevalier dans l’Ordre de la Palme Academique.
Von 2002 bis 2004 war er Geschäftsführender Direktor des Südasien-Instituts der Universität Heidelberg und 2002 bis 2006 Vorsitzender des gemeinsamen Research Committee in Political Sociology der International Political Science Association und der International Sociological Association.

## Forschung
Die Forschungsschwerpunkte Mitras liegen auf dem Vergleich der Politik indischer Bundesstaaten, dem Funktionieren politischer Parteien, Organisationen und politischer Bewegungen, auf der Rolle südasiatischer Staaten in der internationalen Politik, auf dem Gebiet der Demokratisierung und des Vergleichs demokratischer politischer Systeme, sowie in der Forschung zum Thema „politische Steuerung/Governance“. Insbesondere beschäftigt ihn die Auseinandersetzung moderner politischer Institutionen mit den traditionellen Gesellschaften Südasiens.

## Werke (Auswahl)
- Power, Protest and Participation: Local Elites and Development in India. Routledge, 1992.
- Democracy and Social Change in India: A Cross-sectional Analysis of the Indian Electorate (Koautor). Sage, 1999.
- Culture and Rationality: The Politics of Social Change in Post-colonial India. Sage, 1999.
- Political Parties in South Asia (Mitherausgeber). Praeger, 2004.
- The Puzzle of India’s Governance: Culture, Context and Comparative Theory. Routledge, 2006.
- A Political and Economic Dictionary of South Asia (Koautor). Taylor & Francis/Europa Publications, 2006.

## Artikel
- Nuclear, Engaged, and Non-Aligned: Contradiction and Coherence in India’s Foreign Policy, India Quarterly: A Journal of International Affairs, Vol. 65, No. 1, S. 15–35 (2009).
- Level playing fields: The Post-colonial State, Democracy, Courts and Citizenship in India, German Law Journal, 9:3, 2008, S. 343–366.
- The new Dynamics of Indian Foreign Policy and its Ambiguities (Co-author), Irish Studies in International Affairs, Volume 18, 2007, S. 19–34.
- The role of research in a technical assistance agency: the case of the ‘German Agency for Technical Cooperation’ (Co-author), Health Policy, 70 (2004), S. 229–241.
- The reluctant hegemon: India’s self perception and the South Asian strategic environment. Contemporary South Asia, 12:3 (September 2003), S. 399–418.
- Sacred Laws and the Secular State: An Analytical Narrative of the Controversy over Personal Laws in India (Co-author), India Review, 2002, 1:3, S. 99–130.
- War and Peace in South Asia: a revisionist view of India-Pakistan relations. Contemporary South Asia (2001), 10:3, S. 361–379.
- Language and Federalism: The Multi-ethnic Challenge. International Social Science Journal, No. 167, March 2001, S. 51–60.
- The discourse vanishes: revolution and resilience in Indian politics. Contemporary South Asia, 9:3 (November 2000), S. 355–366.
- Parties and the People: India 's party system and the resilience of democracy. (Co-author), Democratization VI (1), Spring 1999, S. 123–154.
- Effects of Institutional Arrangements on Political Stability in South Asia. Annual Review of Political Science (1999: 2), S. 405–428.
- Nehru's Policy towards Kashmir: Bringing politics back in again. Commonwealth and Comparative Politics, Vol. 35 (2), 1996, S. 55–74.
- The rational politics of cultural nationalism: subnational movements of South Asia in comparative perspective. British Journal of Political Science, 25:1 (January 1995), S. 57–78.
- The National Front in France: The Emergence of an Extreme Right Protest Movement. (Co-author), Comparative Politics, Vol. 25, No. 1 (October 1992), S. 63–82.
- Desecularising the state: religion and politics in India after independence. Comparative Studies in Society and History, 33:4 (October 1991), S. 755–777.
- Crisis and resilience in Indian democracy. International Social Science Journal, 129 (August 1991), S. 555–570.
- Room to maneuver in the middle: local elites, political action and the state in India. World Politics, 43:3 (April 1991), S. 490–413.
- The limits of accommodation: Nehru, religion and the state in India. South Asia Research, 9:2 (November 1989), S. 107–127.
- The paradox of power - political science as morality play. Commonwealth and Comparative Politics, 1988 (November), Vol. 26 (3), S. 318–337.
- The National Front in France: A Single-Issue Movement?. West European Politics, 11: 2 (1988), S. 47–64.
- India: dynastic rule or the democratisation of power?. Third World Quarterly, 10:1 (January 1988), S. 129–159.
- A theory of governmental instability in parliamentary systems. Comparative Political Studies, 13:2 (July 1980), S. 235–263.
- Ballot box and local power: electoral politics in an Indian village. Commonwealth & Comparative Politics, 17:3 (November 1979), S. 283–299.